# Kennedy Tsimba
Kennedy Chiedza Tsimba (23. července 1974 Makoni) je bývalý zimbabwský ragbista, který hrál jako útoková spojka. V roce 2012 byl jmenován společně se svým bratrem Richardem do Světové ragbyové síně slávy. Byl prvním černochem, co vedl Zimbabwe jako kapitán. Za svou zemi odehrál 6 zápasů a připsal si 72 bodů (1997 – 1998). V roce 1997 se zúčastnil sedmičkového mistrovství světa.  
V roce 2000 a 2008 se stal vítězem jihoafrické ligy. V těchto letech a v roce 2002 byl zvolen nejlepším hráčem jihoafrické ligy. V roce 2005 se stal hráčem, co nejrychleji dokázal v jihoafrických soutěží nasbírat 1000 bodů. Měl nabídku reprezentovat Jihoafrickou republiku, nicméně kvůli odehraným zápasům za Zimbabwe nemohl. Za svou rodnou zemi následně hrát nemohl kvůli smluvním podmínkám, které plynuly z jeho hraní v Jihoafrické republice.
Po skončení kariéry byl trenérem amatérského klubu Impala Rugby Club, ragbyovým komentátorem, zpěvákem a založil asociaci Rugby Without Borders, která má v Africe rozvíjet mládežnické ragby. V roce 2023 se stal jedním z asistentů trenéra Blue Bulls.

## Kariéra

### Klubová kariéra
- 1997–1998 Bath Rugby
- 1999–2005 Cheetahs
- 2005–2007 Blue Bulls